# Uniforme des Tartares lituaniens de la Garde impériale

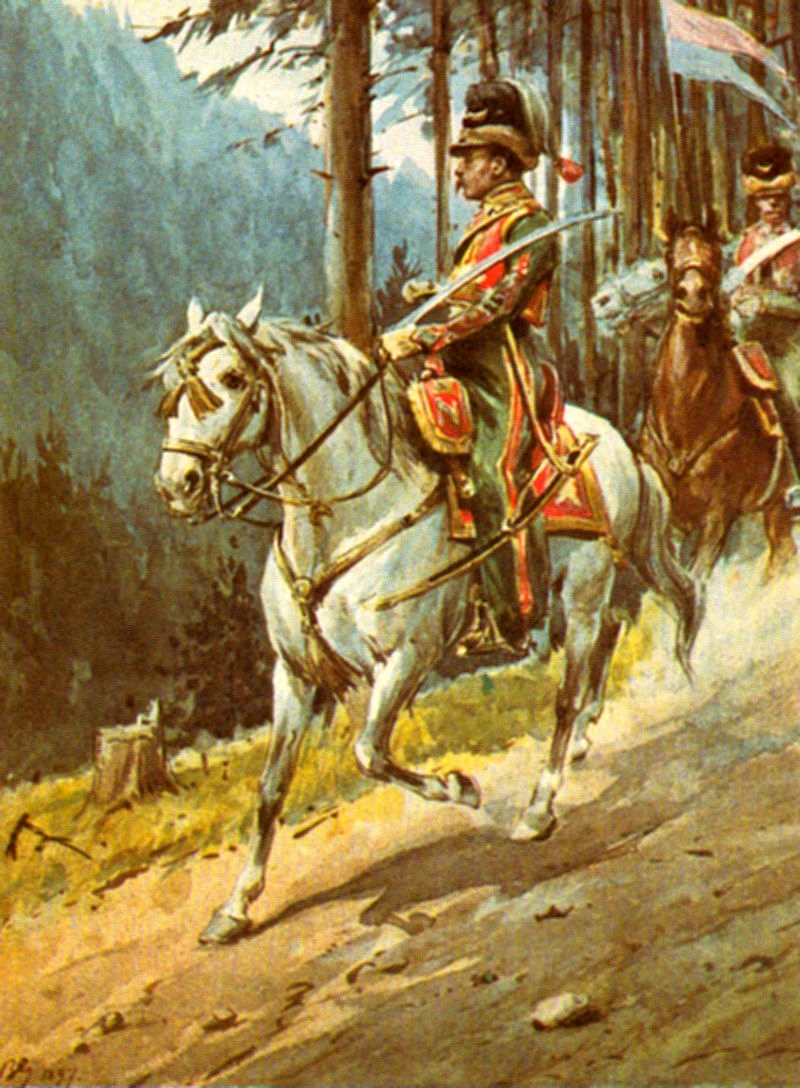
Tartares lituaniens (par Bronisław Gembarzewski, 1897).

L’uniforme des Tartares lituaniens est le costume militaire et réglementaire porté par l'escadron des Tartares lituaniens de la Garde impériale.
Les Tartares lituaniens avaient un uniforme proche de celui des cosaques. À la formation du corps, les tenues variaient selon les tribus d'où provenaient les recrues. Cette diversité perdura jusqu'en 1814, date à laquelle leur équipement est renouvelé en intégralité.
On distingue néanmoins dans l'évolution de l'uniforme deux périodes : 1812, puis de 1813 à 1814. L'uniforme des officiers reste quant à lui incertain.

## Uniforme de la troupe

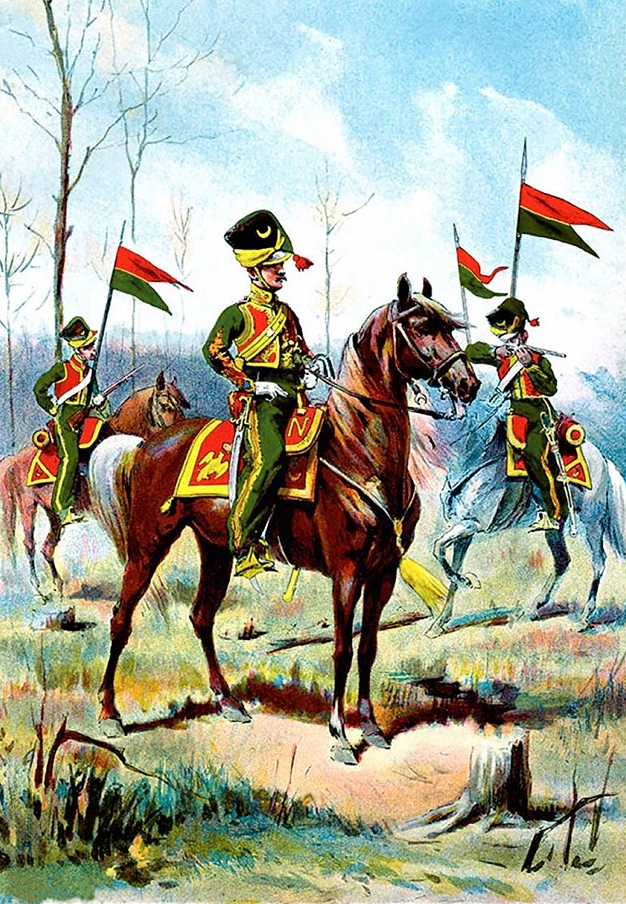
Tartares lituaniens en reconnaissance (par Bronisław Gembarzewski, 1896).

### Coiffure
La coiffure consistait en un bonnet d'astrakan noir à visière, surmonté d'une flamme verte sans passepoil, (Buckhari indique néanmoins la présence d'un passepoil rouge) terminée par un gland rouge, et orné sur le devant d'un croissant et d'étoiles en cuivre (trois ou quatre selon les sources). Le bonnet était entouré à la base d'un turban jaune et était retenu par des jugulaires dorées ou noires.
En 1813, le bonnet fut remplacé par un colback. On supprima aussi le turban ainsi que les étoiles et le croissant en cuivre. Un cordon blanc fut rajouté, auquel pendaient deux raquettes également blanches,. Un plumet rouge était désormais fixé sur le colback, et la flamme perdit son passepoil,.

### Habit
L'habit de couleur verte était recouvert par un gilet écarlate bordé d'une double rangée de passepoils jaunes,. Le collet était rouge avec passepoil jaune,. Les pattes d'épaules étaient jaunes, ainsi que les boutons. Liliane et Fred Funcken présentent un Tartare sans parements aux manches, à la différence d'Emir Buckhari montrant la présence de parements rouges bordés de passepoil jaune. Les Tartares lituaniens avaient une ceinture d'étoffe jaune, qui pouvait être remplacée par un ceinturon blanc à plaque dorée. Le pantalon ample (ou charroual) était vert à bandes cramoisies,. Les bottes étaient noires.
En 1813, l'habit vert devint écarlate et le gilet rouge devint jaune avec passepoil noir. Quant au pantalon, il passa du vert à l'indigo.

## Uniforme des trompettes

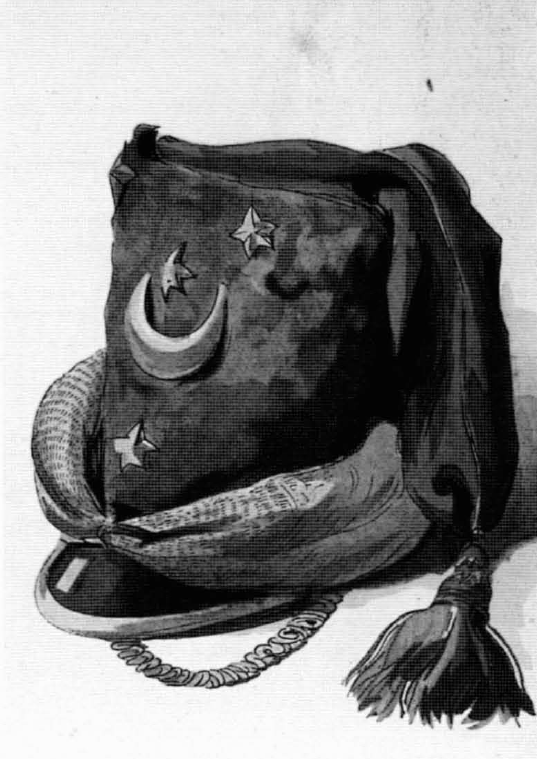
Coiffure d'officier des Tartares lituaniens (par Bronisław Gembarzewski).

### Coiffure
Les trompettes de 1812 avaient un colback noir à visière sans turban et avec cordon et plumet blanc. La flamme était verte à passepoil jaune et se terminait par un gland rouge. Le brigadier-trompette avait un colback à poil blanc orné d'un croissant en cuivre avec à la base un turban bleu à rayures jaunes. La flamme était également bleue à passepoil jaune et se terminait par un gland rouge. Le plumet était rouge et blanc.

### Habit
Les trompettes en 1812 portaient un habit jaune recouvert par un gilet rouge galonné de jaune. Les parements rouge des manches étaient en forme de trèfle et le pantalon était cramoisi avec bandes verte et jaune. Le costume du brigadier-trompette était bleu avec, aux manches, une patte de parement rouge à boutons jaunes et parements de la même couleur. Le gilet était rouge avec galons jaunes. Le pantalon était de couleur bleue avec des bandes rouge et jaune et des nœuds hongrois en fil cramoisi. Les bottes étaient jaunes.

## Armement et équipement
L'arme principale des Tartares lituaniens était la lance. Longue de 2,75 m, elle était surmontée d'un pennon, rouge sur le dessus et soit blanc ou vert sur le dessous,. Un poignard pouvait être passé en travers de la ceinture,. Les Tartares lituaniens avaient également un sabre du même modèle que les lanciers de la Garde avec fourreau de cuivre,. L'équipement se composait d'une giberne noire décorée d'un aigle en cuivre. Les buffleteries étaient blanches,. La selle comprenait une housse rouge à extrémités jaunes, un chaperon de mêmes couleurs marqué d'un N couronné et d'un portemanteau rond également de couleurs rouge et jaune.